# LE (rapper)
Ahn Hyo-jin (hangul: 안효진; hanja: 安孝珍; rr: An Hyo-jin; MR: An Hyo-chin); nascida em 10 de dezembro de 1991), mais conhecida por seu nome artístico LE (hangul: 엘리), é uma rapper, compositora e produtora sul-coreana. Ficou popularmente conhecida por ser integrante do grupo feminino EXID. LE fez sua estreia como rapper no grupo de rap Jiggy Fellaz, atuando sob o nome artístico "Elly".
Em 2011, depois de assinar um contrato com a Gamgak Entertainment, LE lançou o single Whenever You Play That Song, um dueto com Huh Gak. LE fez sua estréia oficial com a EXID em fevereiro de 2012.

## Carreira
O EXID oficialmente estreou em 16 de fevereiro de 2012 com o lançamento de seu primeiro single, Whoz That Girl.

### Atividades individuais
Em maio de 2012, LE colaborou com o Gavy NJ em sua música, Do not Call Me, ela cantou a parte do rap.
Em fevereiro de 2013, os produtores Brave Brothers revelou que LE havia colaborado com Junhyung do B2ST e Feeldog do Big Star em um grupo de projeto e seria lançar um single em 21 de fevereiro de 2013. Em 20 de fevereiro, Brave Brothers lançou o teaeer de You Got Some Nerve.
Uma versão "15+" da música foi lançada no dia 21 de fevereiro, com as palavras malditas na música tocadas. A música original foi classificada como "19+", mas representantes de Brave Brothers disseram que You Got Some Nerve estava programado para ser lançado como uma classificação de 19+, mas devido ao interesse e pedidos dos fãs, decidiram emitir um sinal sonoro do palavrão que foi o motivo da classificação de 19+. A versão explícita da música e o seu vídeo musical foram lançados em 25 de fevereiro de 2013. Alguns fãs ficaram irritados com isso, dizendo: Então, por que atraíram a atenção, escrevendo 19+ no cartaz?, enquanto uma mídia revelou que a música nunca havia sido enviada para as redes de TV para ser revisada e expressa desapontamento com Brave Brothers. Atitude sobre a situação devido à sua "mídia" e zombando de seus fãs.
Em julho de 2014, o LE fez uma pequena participação no mini-álbum de Hyuna A Talk e ajudou na composição das letras para as músicas French Kiss e Blacklist.
LE ajudou a co-produzir o single de estreia do grupo feminino Tri.be ao lado do produtor e colaborador de longa data do EXID Shinsadong Tiger.

## Composições
| Artista                | Single |
| ---------------------- | --- |
| Elly & Basick          | 벙개송 |
| Double Trouble         | Rock With Us (feat. Elly) |
| Untouchable            | Jiggy Get Down (feat. Jiggy Fellaz: Vasco, Marco, Bigtray, Deepflow, 9c, Basick, Elly, Joe Brown, Wooside) |
| Joe Brown              | Give Me A Sign (feat. Elly) |
| Nassun                 | Random (Bonus Track) (feat. 45Rpm, Basick, Beatbox Dg, B-Free, Bigtone, Bizzy, Boltrix, Deepflow, Dynamite, Elly, J-Dogg, J'Kyun, Kikaflo, Koonta, Leo, Mighty Mouth, Minos, Swings, Von, Woo-Side, 만성, 염따, 오반장, 호현) |
| Kang Jihye             | Once Again (feat. Elly) |
| Pinodyne               | Good Night (feat. Junggigo & Elly) |
| Junhyung, FeelDog & LE | You Got Some Nerve |
| Lim Chang Jung         | Shall We Dance With Dr. Lim (feat. LE) |
| HyunA                  | Blacklist (feat. LE) |
| Zia                    | Hurt (feat. LE) |
| K.Will                 | Sweet Girl (feat. LE) |
| Gavy NJ                | Don't Call Me (feat. LE) |
| THE SEEYA              | The Song of Love (feat. LE) |
| ALi                    | Goodbye Mr. Kim (feat. LE) |
| Verbal Jint, Sanchez   | 귀아래 (Under the Ears) (feat. LE) |

## Discografia

### Singles
| Título | Ano                    | Melhor posição nas paradas | Vendas                 | Álbum                  |
| Título | Ano                    | KOR                        | Vendas                 | Álbum                  |
| Como Artista Principal | Como Artista Principal | Como Artista Principal     | Como Artista Principal | Como Artista Principal |
| --- | ---------------------- | -------------------------- | ---------------------- | ---------------------- |
| "Whenever You Play That Song" (그 노래를 틀때마다) com Huh Gak | 2011                   | 3                          | - KOR: 1,977,782+      | singles sem álbum      |
| "You Got Some Nerve" (어이없네) com Junhyung, Feeldog | 2013                   | 13                         | - KOR: 177,693+        | singles sem álbum      |
| "Our Night is More Beautiful Than Your Day" (우리의 밤은 당신의 낮보다 아름답다) com Bomi, Namjoo, Seo In-young, Lee Seok-hoon, ₩uNo, Yang Da-il, Brother Su, Chancellor, Kang Min-hee | 2017                   | 89                         | - KOR: 28,346+         | Merry Summer           |
| Como Artista Convidada |                        |                            |                        |                        |
| "Don't Call Me" (연락하지마) Gavy NJ feat. LE | 2012                   | 17                         | - KOR: 289,206+        | single sem álbum       |
| "The Song of Love" (사랑의 노래) The SeeYa feat. LE | 2014                   | 66                         | - KOR: 24,724+         | Crazy Love             |
| "잘가요 Mr.Kim" (Goodbye Mr. Kim) ALi feat. LE | 2015                   | —                          | —                      | single sem álbum       |
| "Body 2 Body" (귀아래) Verbal Jint e Sanchez feat. LE | 2015                   | 71                         | - KOR: 31,276+         | Yeoja                  |
| "Hold Over" (제껴) Wheesung feat. LE | 2016                   | 38                         | - KOR: 46,206+         | Transformation         |

### Outras Canções
| Título                                                                            | Ano                    | Melhor posição nas paradas | Vendas                 | Álbum                  |
| Título                                                                            | Ano                    | KOR                        | Vendas                 | Álbum                  |
| Como Artista Convidada                                                            | Como Artista Convidada | Como Artista Convidada     | Como Artista Convidada | Como Artista Convidada |
| --------------------------------------------------------------------------------- | ---------------------- | -------------------------- | ---------------------- | ---------------------- |
| "Sweet Girl" K.Will feat. LE                                                      | 2014                   | 61                         | - KOR: 37,608+         | One Fine Day           |
| "Blacklist" Hyuna feat. LE                                                        | 2014                   | 70                         | - KOR: 35,202+         | A Talk                 |
| "Shall We Dance With Dr. Lim" (임박사와 함께 춤을) Im Chang-jung feat. LE, Epaksa | 2014                   | 97                         | - KOR: 22,561+         | Best Man               |

## Filmografia

### Participações em programas de variedades
| Ano  | Título            | Rede de TV | Notas |
| ---- | ----------------- | ---------- | ----- |
| 2013 | Show Me the Money | Mnet       |       |
| 2015 | EXID's Showtime   | MBC Every1 |       |